# Cambridgeshire Lodes

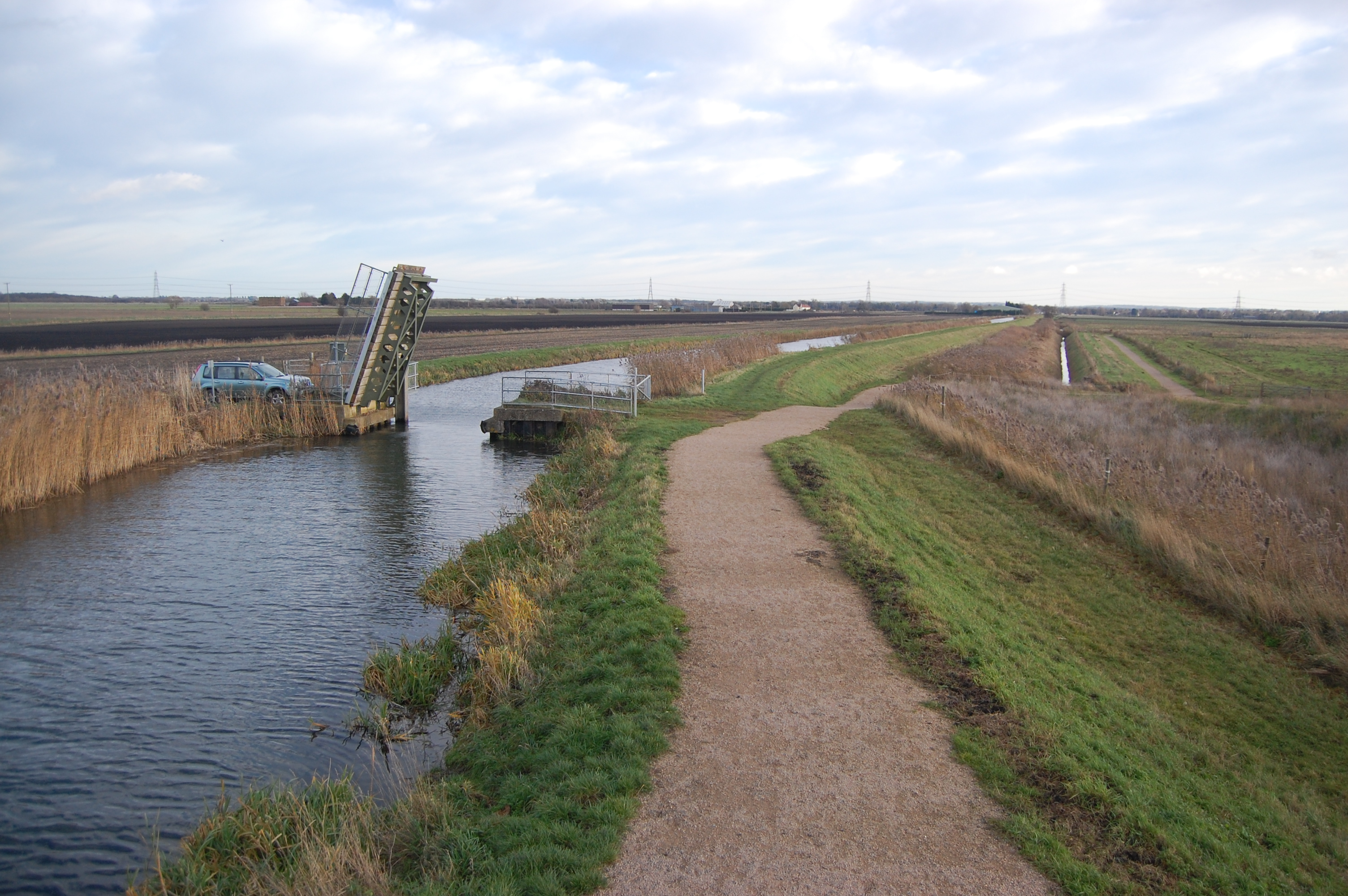
Der Burwell Lode mit der so genannten unweit des Wicken Fens

Cambridgeshire Lodes, auch South Level Lodes genannt, ist der Name, unter welchem eine Reihe von teilweise miteinander verbundenen, teilweise künstlich angelegten Kanälen im englischen East Cambridgeshire bezeichnet werden. Ihre Geschichte lässt sich bei den meisten der Lodes bis auf die Römerzeit zurückverfolgen. Mit der Ausnahme des Cottenham Lodes und des Soham Lodes, welche in den Great Ouse münden, münden die Cambridgeshire Lodes in den River Cam. Neben den Cambridgeshire Lodes gibt es noch weitere Kanäle im Cambridgeshire, welche als Lodes bezeichnet werden, aber nicht zu den Cambridgeshire Lodes im engeren Sinne gezählt werden. Gelegentlich werden auch nur die sechs Lodes, welche in den River Cam münden zu den Cambridgeshire Lodes gezählt.

## Geschichte
Die meisten der Cambridgeshire Lodes lassen sich in ihrer Verlauf bis auf die Römerzeit zurückverfolgen. Sie wurden ursprünglich für den Transport angelegt, dienten aber auch für die Entwässerung der Fens. Vor allem vom 17. bis in das frühe 20. Jahrhundert hatten sie eine große Bedeutung als Handelswege. Diese Bedeutung verloren sie jedoch großteils mit dem Anschluss des Cambridgeshires an das Eisenbahnnetz.

## Beschreibung

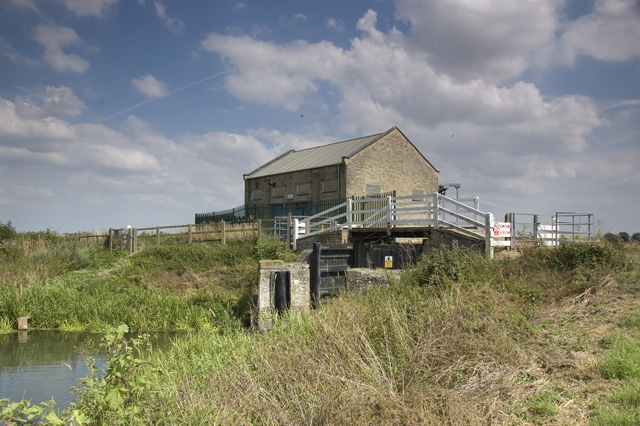
Das Schleusentor an der Einmündung des Bottisham Lodes in den River Cam.

### Bottisham Lode
Der etwa 4 Kilometer lange Bottisham Lode verbindet, anders als der Name andeutet nicht Bottisham, sondern das Dorf Lode mit dem River Cam. Er entstand vermutlich aus einem bereits vorhandenen, natürlichen Wasserlauf. Er diente vom 18. bis in das frühe 20. Jahrhunderts als Transportweg für landwirtschaftliche Erzeugnisse. Es ist fraglich ob er heute noch mit Booten befahrbar ist.

### Burwell Lode
Der etwa 5,2 Kilometer lange Burwell Lode verbindet den Ort Burwell mit dem New River sowie über den Reach Lode mit dem River Cam. Er wurde erstmals 1604 urkundlich erwähnt, stammt aber wahrscheinlich aus der Römerzeit. Der heutige Verlauf des Lodes stammt aus dem Jahr 1650. Über in wurde bis in die zweite Hälfte des 20. Jahrhunderts hauptsächlich Kohle, Stein, Rübenzucker und Düngemittel transportiert. An seinen Ufern findet man noch Reste von Anlagestellen. Er ist heute noch befahrbar.

### Cottenham Lode
Der Cottenham Lode verbindet die Orte Histon, Rampton und Cottenham mit dem Great Ouse. Zu seiner Entstehungszeit in der Römerzeit stellte er einen Teil des Car Dykes dar, welcher Cambridge mit Lincoln verband. Er ist heute noch befahrbar.

### Monk’s Lode
Der Monk’s Lode verbindet das Dorf Wicken mit dem New River sowie über den Wicken Lode und den Reach Lode mit dem River Cam. Er spielte nur eine sehr untergeordnete Rolle als Transportweg und gilt heute als nicht mehr befahrbar.

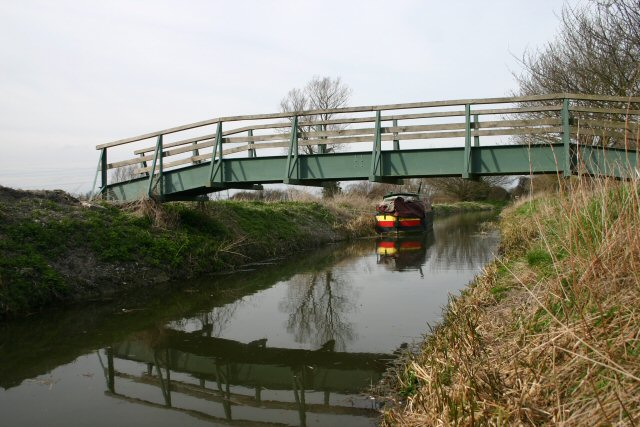
Brücke über den Reach Lode

### Reach Lode
Der rund 4,5 Kilometer lange Reach Lode verbindet das Dorf Reach mit dem River Cam. Er diente neben als Transportweg auch als Verlängerung des Devil’s Dyke. Während der Römerzeit wurde vor allem Kalkstein, der so genannte Clunch über den Reach Lode transportiert. Vom Mittelalter bis in das 18. Jahrhundert wurden auf ihm zahlreiche Waren von der Küste nach Reach gebracht. Im frühen 20. Jahrhundert hatte er nur mehr eine Bedeutung als Zubringer zum Burwell Lode. Er ist heute noch befahrbar.

### Soham Lode
Der Soham Lode verbindet den Ort Soham mit dem Great Ouse. Er dürfte der einzige Kanal der Cambridgeshire Lodes sein welcher nicht auf die Römerzeit zurückgeht, sondern wahrscheinlich in den 1790er-Jahren als Entwässerungskanal angelegt wurde. Er diente vor allem im frühen 19. Jahrhundert dem Transport von Getreide und ist bis heute befahrbar.

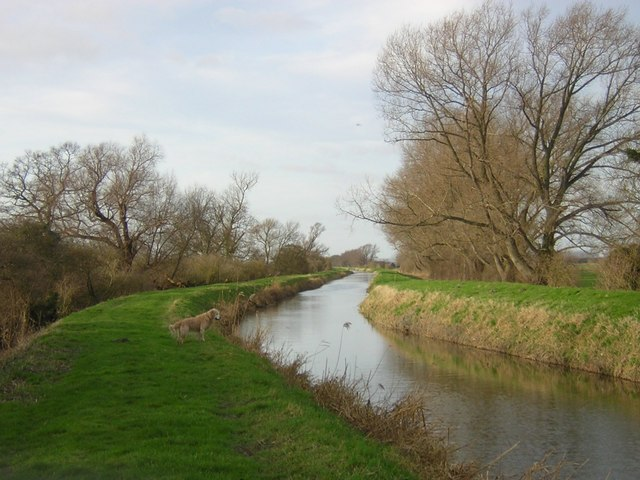
Der Swaffham Bulbeck Lode

### Swaffham Bulbeck Lode
Der etwa 6 Kilometer lange Swaffham Bulbeck Lode verbindet den Ort Swaffham Bulbeck über den Weiler Commercial End mit dem River Cam. Im Mittelalter spielte der römerzeitliche Lode nur eine eher untergeordnete Rolle. Erst ab dem 18. Jahrhundert gewann der Lode wieder an Bedeutung als Handelsweg zur Anlieferung von Wein und Salz und dem Abtransport von Getreide. Selbst nach dem Anschluss von Swaffham Bulbeck an das Eisenbahnnetz konnte sich der Lode noch einige Jahre als Transportweg behaupten. Er ist heute nicht mehr befahrbar.

### Wicken Lode
Der rund 2,4 Kilometer lange Wicken Lode verbindet das Dorf Wicken über den Reach Lode mit dem River Cam sowie über den Monk’s Lode mit dem New River. Obwohl er relativ schmal und seicht ist, wurde er im 19. und frühen 20. Jahrhundert zum Antransport von Torf und dem Abtransport von Riedgras genutzt. Mit der gesetzlichen Einschränkung des Torfabbaues ab den 1940er-Jahren schwand die Bedeutung des Lodes als Handelsweg. Er ist heute noch befahrbar und wird vom National Trust instand gehalten.